# Гаррі Поттер
Га́ррі Джеймс По́ттер (англ. Harry James Potter) — персонаж і головний герой серії романів англійської письменниці Джоан К. Ролінґ, фільмів та ігор за нею.
Історія описує події у Школі Чарів і Чаклунства Гоґвортс, де його найкращими друзями є чарівники Рон Візлі і Герміона Ґрейнджер. Його найцікавішою особистою прикметою є шрам у вигляді блискавки на лобі, який з'явився, коли Темний Лорд Волдеморт спробував вбити Гаррі, коли той був ще малям, застосувавши закляття смерті Авада Кедавра і сам того не відаючи створив 7-мий горокракс. Волдеморт також, крім багатьох непокірних, вбив батьків Гаррі і зруйнував їхній будинок 31 жовтня 1981 року. Гаррі є відомим на увесь чаклунський світ через те, що він був єдиною особою, яка вижила після Авада Кедавра і цим спричинила крах Лорда Волдеморта.

## Стислий опис
Згідно з романами, Гаррі є єдиною дитиною у сім'ї Джеймса і Лілі Поттерів. Йому часто кажуть про його схожість із батьком, з таким самим постійно розкуйовдженим чорним як смола волоссям, однак він також успадкував зелені очі своєї мами. На початку навчання Гаррі описується маленьким і сухорлявим як на свій вік, однак пізніше він описується як високий. Часто, описуючи його зовнішній вигляд, згадують його круглі окуляри.
2002 року Гаррі Поттера було визнано № 85 серед 100 найкращих вигаданих персонажів за версією журналу Book.
День народження Гаррі й авторки книг, Джоан К. Ролінґ, збігається. Взагалі, книжки намагаються не надавати точних дат подій, однак дату народження одного з однокласників Гаррі, Драко Мелфоя, Ролінґ оприлюднила на благодійному аукціоні як частину родоводу Блеків.
У кіноадаптації серії Гаррі грає Денієл Редкліфф.

## Загальні відомості
- Ім'я: Гаррі Джеймс Поттер (середнє ім'я отримав на честь батька, Джеймса Поттера);
- Дата народження: 31 липня 1980 року[1][2];
- Батьки: Джеймс Поттер та Лілі Поттер (до шлюбу Еванс);
- Дружина: Джиневра (Джіні) Поттер (до шлюбу Візлі);
- Діти: сини: Джеймс Сіріус та Албус Северус, донька: Лілі Луна;
- Статура: невисокий і худий;
- Очі: яскраво-зелені, як у його матері Лілі Поттер;
- Волосся: чорне, як у його батька Джеймса Поттера;
- Особливі прикмети: шрам у вигляді блискавки на лобі, круглі окуляри, шрам на правій руці у вигляді слів «Я не повинен брехати» (англ. I must not tell lies), отриманий після покарань Долорес Амбридж (Гаррі Поттер і Орден Фенікса), шрам на грудях овальної форми від медальйона (Гаррі Поттер і смертельні реліквії), шрам на руці від укусу змії Нагіні в будинку Батільди Бегшот (Гаррі Поттер і смертельні реліквії);шрам на руці після ритуалу воскресіння Воландеморта
- Надзвичайні можливості: чарівник, володів парселмовою (мовою змій) до перемоги над Волдемортом, один з найкращих ловців у Гоґвортсі;
- Освіта: Навчався в Гоґвортсі (1991–1997);
- Гуртожиток: Ґрифіндор;
- Улюблений предмет: Захист від темних мистецтв;
- Спортивні досягнення: ловець (1991–1996) та капітан (1996) Ґрифіндорської команди з квідичу;
- Чарівна паличка: перо фенікса Фоукса + гостролист, 11 дюймів;
- Мітла: Іграшкова мітла подарована йому Сіріусом Блеком на перший день народження, Німбус-2000 (1991—1993), Вогнеблискавка (1993—1996);
- Найкращі друзі: Рон Візлі, Герміона Ґрейнджер, Джіні Візлі, Невіл Лонґботом, Луна Лавґуд, Сіріус Блек;
- Робота: за словами Джоан К. Ролінґ став аврором, у п'єсі «Гаррі Поттер і прокляте дитя» вказано, що Гаррі Поттер головує в Департаменті Магічного Правопорядку.

## Біографія

### Передісторія
Задовго до народження Тома Реддла і Гаррі Поттера Албус Дамблдор заволодів феніксом, якого назвав Фоукс. Одного дня Фоукс при черговому процесі реінкарнації методом самоспалення залишив після себе одразу дві пір'їни. Албус Дамблдор у той же день вислав їх Гарріку Олівандеру, щоб він зробив із них дві чарівні палички, які у майбутньому стануть чарівними паличками Лорда Волдеморта і Гаррі Поттера.

### Пророцтво
У 1979 році Сивілла Трелоні видала Пророцтво:
|  | Наближається той, хто зможе перемогти Темного Лорда...народжений наприкінці сьомого місяця тими, хто тричі кидав йому виклик...і Темний Лорд позначить його як рівного собі, але він володітиме силою, недоступною Темному Лордові...і хтось один загине від руки іншого, бо разом їм жити не судилося...той, хто зможе перемогти Темного Лорда, народиться наприкінці сьомого місяця... |

### Ранні роки (1980–1981)
Гаррі Джеймс Поттер народився 31 липня (того самого дня, що і Джоан Ролінґ) 1980 року у сім'ї Лілі та Джеймса Поттерів. Найкращий друг Джеймса Поттера Сіріус Блек став хрещеним батьком Гаррі. Сіріус, Джеймс і Лілі входили до складу Ордена Фенікса — групи чарівників, що запекло боролася проти Темного Лорда Волдеморта під орудою «найвидатнішого світлого чарівника століття» Албуса Дамблдора. Вони не мали кількісної переваги, але продовжували боротьбу, попри численні втрати. Джеймсу і Лілі вдалося тричі уникнути загибелі від рук Волдеморта.
До народження Гаррі було зроблено пророцтво, що наприкінці липня чи на початку серпня народиться хлопчик, що або зможе перемогти Темного Лорда (Волдеморта), або Темний Лорд уб'є його. Під умови пророцтва підпадав народжений 31 липня Гаррі Поттер і народжений 1 серпня в сім'ї аврорів, що також входили до Ордену, Невіл Лонґботом. Лорд Волдеморт почув частину пророцтва від свого прибічника і подвійного агента Дамблдора Северуса Снейпа і вирішив знищити дітей. Своєю жертвою він обрав Гаррі. Джеймс і Лілі довідалися, що Волдеморт задумав убити Гаррі, і в жовтні 1981 року вони використали Чари Довіри, щоб сховатися від Темного Лорда. На жаль, останньої миті найкращий друг Джеймса Поттера Сіріус Блек переконав Поттерів замість себе вибрати Тайнохоронцем Пітера Петіґру, що виявився зрадником і шпигуном Волдеморта й охоче виказав їхнє місце перебування.
Увечері 31 жовтня 1981 року Темний Лорд з'явився в Долині Годрика, де під виглядом маґлів ховалися Джеймс і Лілі, і напав на них. Джеймс (хоч паличку забув на дивані) намагався захистити родину, але загинув у сутичці. Темний Лорд збирався помилувати Лілі, але вона встала на його шляху, захищаючи дитя. Тоді він убив її, щоб дістатися до Гаррі. Ця самопожертва Лілі обернулася життєво важливою обставиною для Гаррі, тому що це виявилось стародавньою магією, що захистила дитину. Коли Волдеморт застосував закляття Авада Кедавра, і воно вдарило в Гаррі, жертовний захист Лілі відбив закляття і додав йому зворотної дії. Воно убило Волдеморта, але залишило на чолі Гаррі шрам у вигляді блискавки, створивши між убивцею і жертвою доволі дивний вищий психічний зв'язок.
Битва між Поттерами і Волдемортом перетворила будинок на руїну. Добрий чарівник Албус Дамблдор послав у Долину Годрика напіввелетня Геґріда, якому вдалося врятувати Гаррі перш ніж маґли почали розслідувати події. У будинку Поттерів Геґрід несподівано зустрів Сіріуса Блека, який попросив, щоб Гаррі віддали йому, як хрещеному батьку хлопчика. Геґрід не погодився, тому що виконував наказ Дамблдора. Сіріус позичив Геґріду свій летючий мотоцикл, щоб той зміг відвезти Гаррі туди, де б хлопчик був у безпеці.
Вони весь час були в дорозі й за словами Геґріда хлопчик заснув над Брістолем. Дамблдор, мабуть, влаштовував безпеку на Прівіт-драйв, навіть професорка Мінерва Макґонеґел, соратниця Дамблдора, не знала, що відбувається. Увечері наступного дня вона зустріла Дамблдора на Прівіт-драйв, а незабаром з'явився Геґрід на летючому мотоциклі з Гаррі. Троє залишили Гаррі з супровідним листом на порозі дверей будинку номер 4, будинку останніх родичів Гаррі — Вернона і Петунії Дурслі.

### Десятиліття поганого ставлення (1981–1991)
Наступні десять років життя Гаррі було сповнене образ і страждань. Його тітка Петунія, і його дядько Вернон до божевілля любили свого сина Дадлі, якого всіляко балували, а Гаррі змушували спати в комірчині під сходами, годували недоїдками, змушували доношувати старий одяг Дадлі, що був набагато більших розмірів, сварили його, ображали й били. Дадлі безжально знущався з Гаррі, користуючись підтримкою батьків, а також своєю фізичною перевагою (Дадлі був великим і товстим, тоді як Гаррі — худеньким хлопцем в окулярах).
Періодично в ці роки Дурслів відвідувала сестра дядька Вернона, Марджорі. Вона одержувала величезне задоволення від відчитування Гаррі. Вона робила Дадлі дорогі подарунки та підносила Гаррі що-небудь жахливе чи взагалі забувала про нього. Часто вона брала із собою улюбленого бульдога Ріпера. Коли Гаррі було дев'ять, вона дозволила собаці загнати хлопчика на дерево, де йому довелося залишатися далеко за північ, поки Мардж не відкликала собаку.
Крім того, дядько і тітка вирішили придушити в ньому чарівні задатки. Вони ніколи не говорили про його справжнє походження. Йому сказали, що батьки загинули в автокатастрофі, відтіля ж з'явився і шрам на чолі. Першим правилом у будинку Дурслів було «не став запитань». Їхньою метою було тримати Гаррі в покорі і гнобленні з надією, що він не зможе розвинути те, що вони вважали ненормальною схильністю до чарівництва. Вони відправили його до тієї самої школи, що й Дадлі, який продовжував знущатися з нього й там. Дружки Дадлі приєднувалися до знущань, а інші школярі, боячись Дадлі і його друзів, уникали спілкування з Гаррі.
Попри зусилля Дурслів, Гаррі вдалося виявити магічні здібності. Коли одного разу тітка Петунія розлютилася через неохайну зачіску Гаррі і підстригла його, до ранку волосся відросло назад. Іншого разу Дадлі зі своїми дружками переслідував Гаррі, що раптом опинився на даху школи. Гаррі також мимохіть перефарбував перуку вчителя в синій колір і до невпізнанності зменшив гидкий светр Дадлі, щоб не носити його.
До десяти років Гаррі виріс у сухорлявого, нікому не потрібного хлопчика з розкошланим чорним волоссям і хворобливим обличчям. Його очі, як і в матері, були смарагдово-зеленими. Він носив заклеєні скотчем окуляри, зламані в нескінченних бійках із Дадлі. Гаррі був надзвичайно швидким, вправність виробилася в постійних спробах уникнути побоїв кузена.
Його життя різко змінилося влітку 1991 року. Гаррі Поттеру стали надходити дивні листи, що лякали його дядька і тітку. Вони знищували їх, не дозволяючи Гаррі прочитати навіть краєм ока, але листів надходило дедалі більше. У спробі уникнути листів вони врешті-решт сховалися в хатині на оточеній морем скелі. Уночі, під час сильного шторму, Гаррі дивився на годинник свого сплячого кузена, відраховуючи хвилини і секунди до свого 11 дня народження. Тієї самої миті, коли настав день народження Гаррі, у хатину вломився Геґрід, щоб на свій подив довідатися, що Гаррі не мав жодного уявлення про своє магічне походження. Геґрід розповів хлопчику все про його минуле і ранком 31 липня 1991 року відвіз Гаррі на алею Діагон — магічний ринок, щоб купити все необхідне для школи. Місяць потому, 1 вересня, Гаррі сів у Гоґвортський експрес на платформі номер «дев'ять і три чверті» і прибув у Школу Чарів і Чаклунства «Гоґвортс».

### Навчання вГоґвортсі
Долі Гаррі Поттера під час навчання в Гоґвортсі присвячена серія романів із семи книжок, виданих в оригіналі британським видавництвом Блумсбері Паблішинґ. Українську версію було випущено видавництвом А-ба-ба-га-ла-ма-га.

## Походження
’
|  |  |                  |                  |                  |                  |                         |                         |                         |                         |                         |                         |                 |                 |                 |                 |                      |                      |                      |                      | Родина Певереллів    |                      |                 |                 |                       |                       |                       |                       |                       |                       |            |            |                  |                  |                  |                  |                  |                  |                  |                  |           |           |             |             |             |             |                |                |                    |                    |                    |                    |                    |                    |               |               |               |               |               |               |                  |                  |                  |                  |                  |                  |                  |                  |                |                |                |                |                |                |               |               |
|  |  |                  |                  |                  |                  |                         |                         |                         |                         |                         |                         |                 |                 |                 |                 |                      |                      |                      |                      |                      |                      |                 |                 |                       |                       |                       |                       |                       |                       |            |            |                  |                  |                  |                  |                  |                  |                  |                  |           |           |             |             |             |             |                |                |                    |                    |                    |                    |                    |                    |               |               |               |               |               |               |                  |                  |                  |                  |                  |                  |                  |                  |                |                |                |                |                |                |               |               |
|  |  |                  |                  |                  |                  |                         |                         |                         |                         |                         |                         |                 |                 |                 |                 |                      |                      |                      |                      |                      |                      |                 |                 |                       |                       |                       |                       |                       |                       |            |            |                  |                  |                  |                  |                  |                  |                  |                  |           |           |             |             |             |             |                |                |                    |                    |                    |                    |                    |                    |               |               |               |               |               |               |                  |                  |                  |                  |                  |                  |                  |                  |                |                |                |                |                |                |               |               |
|  |  | Салазар Слизерин | Салазар Слизерин | Салазар Слизерин | Салазар Слизерин | Салазар Слизерин        | Салазар Слизерин        |                         |                         |                         |                         | Антіох Певерелл | Антіох Певерелл | Антіох Певерелл | Антіох Певерелл | Антіох Певерелл      | Антіох Певерелл      |                      |                      | Кадмус Певерелл      | Кадмус Певерелл      | Кадмус Певерелл | Кадмус Певерелл | Кадмус Певерелл       | Кадмус Певерелл       |                       |                       |                       |                       |            |            |                  |                  | Іґнотус Певерелл | Іґнотус Певерелл | Іґнотус Певерелл | Іґнотус Певерелл | Іґнотус Певерелл | Іґнотус Певерелл |           |           |             |             |             |             |                |                |                    |                    |                    |                    |                    |                    |               |               |               |               |               |               |                  |                  |                  |                  |                  |                  |                  |                  |                |                |                |                |                |                |               |               |
|  |  | Салазар Слизерин | Салазар Слизерин | Салазар Слизерин | Салазар Слизерин | Салазар Слизерин        | Салазар Слизерин        |                         |                         |                         |                         | Антіох Певерелл | Антіох Певерелл | Антіох Певерелл | Антіох Певерелл | Антіох Певерелл      | Антіох Певерелл      |                      |                      | Кадмус Певерелл      | Кадмус Певерелл      | Кадмус Певерелл | Кадмус Певерелл | Кадмус Певерелл       | Кадмус Певерелл       |                       |                       |                       |                       |            |            |                  |                  | Іґнотус Певерелл | Іґнотус Певерелл | Іґнотус Певерелл | Іґнотус Певерелл | Іґнотус Певерелл | Іґнотус Певерелл |           |           |             |             |             |             |                |                |                    |                    |                    |                    |                    |                    |               |               |               |               |               |               |                  |                  |                  |                  |                  |                  |                  |                  |                |                |                |                |                |                |               |               |
|  |  | Багато поколінь  | Багато поколінь  | Багато поколінь  | Багато поколінь  | Багато поколінь         | Багато поколінь         |                         |                         |                         |                         |                 |                 |                 |                 |                      |                      |                      |                      | Багато поколінь      | Багато поколінь      | Багато поколінь | Багато поколінь | Багато поколінь       | Багато поколінь       |                       |                       |                       |                       |            |            |                  |                  |                  |                  |                  |                  |                  |                  |           |           |             |             |             |             |                |                |                    |                    |                    |                    |                    |                    |               |               |               |               |               |               |                  |                  |                  |                  |                  |                  |                  |                  |                |                |                |                |                |                |               |               |
|  |  | Багато поколінь  | Багато поколінь  | Багато поколінь  | Багато поколінь  | Багато поколінь         | Багато поколінь         |                         |                         |                         |                         |                 |                 |                 |                 |                      |                      |                      |                      | Багато поколінь      | Багато поколінь      | Багато поколінь | Багато поколінь | Багато поколінь       | Багато поколінь       |                       |                       |                       |                       |            |            |                  |                  |                  |                  |                  |                  |                  |                  |           |           |             |             |             |             |                |                |                    |                    |                    |                    |                    |                    |               |               |               |               |               |               |                  |                  |                  |                  |                  |                  |                  |                  |                |                |                |                |                |                |               |               |
|  |  |                  |                  |                  |                  |                         |                         |                         |                         |                         |                         |                 |                 |                 |                 |                      |                      |                      |                      |                      |                      |                 |                 |                       |                       |                       |                       |                       |                       |            |            |                  |                  |                  |                  |                  |                  |                  |                  |           |           |             |             |             |             |                |                |                    |                    |                    |                    |                    |                    |               |               |               |               |               |               |                  |                  |                  |                  |                  |                  |                  |                  |                |                |                |                |                |                |               |               |
|  |  |                  |                  |                  |                  |                         |                         |                         |                         | Ярволод Ґонт            | Ярволод Ґонт            | Ярволод Ґонт    | Ярволод Ґонт    | Ярволод Ґонт    | Ярволод Ґонт    |                      |                      |                      |                      |                      |                      |                 |                 |                       |                       |                       |                       |                       |                       |            |            |                  |                  | Багато поколінь  | Багато поколінь  | Багато поколінь  | Багато поколінь  | Багато поколінь  | Багато поколінь  |           |           |             |             |             |             |                |                |                    |                    |                    |                    |                    |                    |               |               |               |               |               |               |                  |                  |                  |                  |                  |                  |                  |                  |                |                |                |                |                |                |               |               |
|  |  |                  |                  |                  |                  |                         |                         |                         |                         | Ярволод Ґонт            | Ярволод Ґонт            | Ярволод Ґонт    | Ярволод Ґонт    | Ярволод Ґонт    | Ярволод Ґонт    |                      |                      |                      |                      |                      |                      |                 |                 |                       |                       |                       |                       |                       |                       |            |            |                  |                  | Багато поколінь  | Багато поколінь  | Багато поколінь  | Багато поколінь  | Багато поколінь  | Багато поколінь  |           |           |             |             |             |             |                |                |                    |                    |                    |                    |                    |                    |               |               |               |               |               |               |                  |                  |                  |                  |                  |                  |                  |                  |                |                |                |                |                |                |               |               |
|  |  |                  |                  |                  |                  |                         |                         |                         |                         |                         |                         |                 |                 |                 |                 |                      |                      |                      |                      |                      |                      |                 |                 |                       |                       |                       |                       |                       |                       |            |            |                  |                  |                  |                  |                  |                  |                  |                  |           |           |             |             |             |             |                |                |                    |                    |                    |                    |                    |                    |               |               |               |               |               |               |                  |                  |                  |                  |                  |                  |                  |                  |                |                |                |                |                |                |               |               |
|  |  |                  |                  | Морфін Ґонт      | Морфін Ґонт      | Морфін Ґонт             | Морфін Ґонт             | Морфін Ґонт             | Морфін Ґонт             |                         |                         | Меропа Ґонт     | Меропа Ґонт     | Меропа Ґонт     | Меропа Ґонт     | Меропа Ґонт          | Меропа Ґонт          |                      |                      | Том Редл             | Том Редл             | Том Редл        | Том Редл        | Том Редл              | Том Редл              |                       |                       |                       |                       |            |            |                  |                  |                  |                  |                  |                  |                  |                  |           |           |             |             |             |             |                |                |                    |                    |                    |                    |                    |                    | Родина Блеків | Родина Блеків | Родина Блеків | Родина Блеків | Родина Блеків | Родина Блеків |                  |                  |                  |                  |                  |                  |                  |                  |                |                |                |                |                |                |               |               |
|  |  |                  |                  | Морфін Ґонт      | Морфін Ґонт      | Морфін Ґонт             | Морфін Ґонт             | Морфін Ґонт             | Морфін Ґонт             |                         |                         | Меропа Ґонт     | Меропа Ґонт     | Меропа Ґонт     | Меропа Ґонт     | Меропа Ґонт          | Меропа Ґонт          |                      |                      | Том Редл             | Том Редл             | Том Редл        | Том Редл        | Том Редл              | Том Редл              |                       |                       |                       |                       |            |            |                  |                  |                  |                  |                  |                  |                  |                  |           |           |             |             |             |             |                |                |                    |                    |                    |                    |                    |                    | Родина Блеків | Родина Блеків | Родина Блеків | Родина Блеків | Родина Блеків | Родина Блеків |                  |                  |                  |                  |                  |                  |                  |                  |                |                |                |                |                |                |               |               |
|  |  |                  |                  |                  |                  |                         |                         |                         |                         |                         |                         |                 |                 |                 |                 |                      |                      |                      |                      |                      |                      |                 |                 |                       |                       |                       |                       |                       |                       |            |            |                  |                  |                  |                  |                  |                  |                  |                  |           |           |             |             |             |             |                |                |                    |                    |                    |                    |                    |                    |               |               |               |               |               |               |                  |                  |                  |                  |                  |                  |                  |                  |                |                |                |                |                |                |               |               |
|  |  |                  |                  |                  |                  | Містер та Міссіс Дурсль | Містер та Міссіс Дурсль | Містер та Міссіс Дурсль | Містер та Міссіс Дурсль | Містер та Міссіс Дурсль | Містер та Міссіс Дурсль |                 |                 |                 |                 | Том Ярволод Редл     | Том Ярволод Редл     | Том Ярволод Редл     | Том Ярволод Редл     | Том Ярволод Редл     | Том Ярволод Редл     |                 |                 | Містер та Місіс Еванс | Містер та Місіс Еванс | Містер та Місіс Еванс | Містер та Місіс Еванс | Містер та Місіс Еванс | Містер та Місіс Еванс |            |            |                  |                  |                  |                  |                  |                  |                  |                  |           |           |             |             |             |             | Септимус Візлі | Септимус Візлі | Септимус Візлі     | Септимус Візлі     | Септимус Візлі     | Септимус Візлі     |                    |                    | Цедрелла Блек | Цедрелла Блек | Цедрелла Блек | Цедрелла Блек | Цедрелла Блек | Цедрелла Блек |                  |                  | Аполліна Делакур | Аполліна Делакур | Аполліна Делакур | Аполліна Делакур | Аполліна Делакур | Аполліна Делакур |                |                | Мосье Делакур  | Мосье Делакур  | Мосье Делакур  | Мосье Делакур  | Мосье Делакур | Мосье Делакур |
|  |  |                  |                  |                  |                  | Містер та Міссіс Дурсль | Містер та Міссіс Дурсль | Містер та Міссіс Дурсль | Містер та Міссіс Дурсль | Містер та Міссіс Дурсль | Містер та Міссіс Дурсль |                 |                 |                 |                 | Том Ярволод Редл     | Том Ярволод Редл     | Том Ярволод Редл     | Том Ярволод Редл     | Том Ярволод Редл     | Том Ярволод Редл     |                 |                 | Містер та Місіс Еванс | Містер та Місіс Еванс | Містер та Місіс Еванс | Містер та Місіс Еванс | Містер та Місіс Еванс | Містер та Місіс Еванс |            |            |                  |                  |                  |                  |                  |                  |                  |                  |           |           |             |             |             |             | Септимус Візлі | Септимус Візлі | Септимус Візлі     | Септимус Візлі     | Септимус Візлі     | Септимус Візлі     |                    |                    | Цедрелла Блек | Цедрелла Блек | Цедрелла Блек | Цедрелла Блек | Цедрелла Блек | Цедрелла Блек |                  |                  | Аполліна Делакур | Аполліна Делакур | Аполліна Делакур | Аполліна Делакур | Аполліна Делакур | Аполліна Делакур |                |                | Мосье Делакур  | Мосье Делакур  | Мосье Делакур  | Мосье Делакур  | Мосье Делакур | Мосье Делакур |
|  |  |                  |                  |                  |                  |                         |                         |                         |                         |                         |                         |                 |                 |                 |                 |                      |                      |                      |                      |                      |                      |                 |                 |                       |                       |                       |                       |                       |                       |            |            |                  |                  |                  |                  |                  |                  |                  |                  |           |           |             |             |             |             |                |                |                    |                    |                    |                    |                    |                    |               |               |               |               |               |               |                  |                  |                  |                  |                  |                  |                  |                  |                |                |                |                |                |                |               |               |
|  |  |                  |                  |                  |                  |                         |                         |                         |                         |                         |                         |                 |                 |                 |                 |                      |                      |                      |                      |                      |                      |                 |                 |                       |                       |                       |                       |                       |                       |            |            |                  |                  |                  |                  |                  |                  |                  |                  |           |           |             |             |             |             |                |                |                    |                    |                    |                    |                    |                    |               |               |               |               |               |               |                  |                  |                  |                  |                  |                  |                  |                  |                |                |                |                |                |                |               |               |
|  |  | Марджорі Дурслі  | Марджорі Дурслі  | Марджорі Дурслі  | Марджорі Дурслі  | Марджорі Дурслі         | Марджорі Дурслі         |                         |                         | Вернон Дурслі           | Вернон Дурслі           | Вернон Дурслі   | Вернон Дурслі   | Вернон Дурслі   | Вернон Дурслі   |                      |                      | Петунія Еванс        | Петунія Еванс        | Петунія Еванс        | Петунія Еванс        | Петунія Еванс   | Петунія Еванс   |                       |                       | Лілі Еванс            | Лілі Еванс            | Лілі Еванс            | Лілі Еванс            | Лілі Еванс | Лілі Еванс |                  |                  | Джеймс Поттер    | Джеймс Поттер    | Джеймс Поттер    | Джеймс Поттер    | Джеймс Поттер    | Джеймс Поттер    |           |           | Молі Превет | Молі Превет | Молі Превет | Молі Превет | Молі Превет    | Молі Превет    |                    |                    | Артур Візлі        | Артур Візлі        | Артур Візлі        | Артур Візлі        | Артур Візлі   | Артур Візлі   |               |               |               |               | Ґабріель Делакур | Ґабріель Делакур | Ґабріель Делакур | Ґабріель Делакур | Ґабріель Делакур | Ґабріель Делакур |                  |                  |                |                | Флер Делакур   | Флер Делакур   | Флер Делакур   | Флер Делакур   | Флер Делакур  | Флер Делакур  |
|  |  | Марджорі Дурслі  | Марджорі Дурслі  | Марджорі Дурслі  | Марджорі Дурслі  | Марджорі Дурслі         | Марджорі Дурслі         |                         |                         | Вернон Дурслі           | Вернон Дурслі           | Вернон Дурслі   | Вернон Дурслі   | Вернон Дурслі   | Вернон Дурслі   |                      |                      | Петунія Еванс        | Петунія Еванс        | Петунія Еванс        | Петунія Еванс        | Петунія Еванс   | Петунія Еванс   |                       |                       | Лілі Еванс            | Лілі Еванс            | Лілі Еванс            | Лілі Еванс            | Лілі Еванс | Лілі Еванс |                  |                  | Джеймс Поттер    | Джеймс Поттер    | Джеймс Поттер    | Джеймс Поттер    | Джеймс Поттер    | Джеймс Поттер    |           |           | Молі Превет | Молі Превет | Молі Превет | Молі Превет | Молі Превет    | Молі Превет    |                    |                    | Артур Візлі        | Артур Візлі        | Артур Візлі        | Артур Візлі        | Артур Візлі   | Артур Візлі   |               |               |               |               | Ґабріель Делакур | Ґабріель Делакур | Ґабріель Делакур | Ґабріель Делакур | Ґабріель Делакур | Ґабріель Делакур |                  |                  |                |                | Флер Делакур   | Флер Делакур   | Флер Делакур   | Флер Делакур   | Флер Делакур  | Флер Делакур  |
|  |  |                  |                  |                  |                  |                         |                         |                         |                         |                         |                         |                 |                 |                 |                 |                      |                      |                      |                      |                      |                      |                 |                 |                       |                       |                       |                       |                       |                       |            |            |                  |                  |                  |                  |                  |                  |                  |                  |           |           |             |             |             |             |                |                |                    |                    |                    |                    |                    |                    |               |               |               |               |               |               |                  |                  |                  |                  |                  |                  |                  |                  |                |                |                |                |                |                |               |               |
|  |  |                  |                  |                  |                  |                         |                         |                         |                         |                         |                         |                 |                 |                 |                 |                      |                      |                      |                      |                      |                      |                 |                 |                       |                       |                       |                       |                       |                       |            |            |                  |                  |                  |                  |                  |                  |                  |                  |           |           |             |             |             |             |                |                |                    |                    |                    |                    |                    |                    |               |               |               |               |               |               |                  |                  |                  |                  |                  |                  |                  |                  |                |                |                |                |                |                |               |               |
|  |  |                  |                  |                  |                  |                         |                         |                         |                         | Дадлі Дурслі            | Дадлі Дурслі            | Дадлі Дурслі    | Дадлі Дурслі    | Дадлі Дурслі    | Дадлі Дурслі    |                      |                      |                      |                      | Гаррі Поттер         | Гаррі Поттер         | Гаррі Поттер    | Гаррі Поттер    | Гаррі Поттер          | Гаррі Поттер          |                       |                       |                       |                       |            |            | Джинні Візлі     | Джинні Візлі     | Джинні Візлі     | Джинні Візлі     | Джинні Візлі     | Джинні Візлі     |                  |                  | Рон Візлі | Рон Візлі | Рон Візлі   | Рон Візлі   | Рон Візлі   | Рон Візлі   |                |                | Герміона Грейнджер | Герміона Грейнджер | Герміона Грейнджер | Герміона Грейнджер | Герміона Грейнджер | Герміона Грейнджер |               |               | Брати Візлі   | Брати Візлі   | Брати Візлі   | Брати Візлі   | Брати Візлі      | Брати Візлі      |                  |                  | Білл Візлі       | Білл Візлі       | Білл Візлі       | Білл Візлі       | Білл Візлі     | Білл Візлі     |                |                |                |                |               |               |
|  |  |                  |                  |                  |                  |                         |                         |                         |                         | Дадлі Дурслі            | Дадлі Дурслі            | Дадлі Дурслі    | Дадлі Дурслі    | Дадлі Дурслі    | Дадлі Дурслі    |                      |                      |                      |                      | Гаррі Поттер         | Гаррі Поттер         | Гаррі Поттер    | Гаррі Поттер    | Гаррі Поттер          | Гаррі Поттер          |                       |                       |                       |                       |            |            | Джинні Візлі     | Джинні Візлі     | Джинні Візлі     | Джинні Візлі     | Джинні Візлі     | Джинні Візлі     |                  |                  | Рон Візлі | Рон Візлі | Рон Візлі   | Рон Візлі   | Рон Візлі   | Рон Візлі   |                |                | Герміона Грейнджер | Герміона Грейнджер | Герміона Грейнджер | Герміона Грейнджер | Герміона Грейнджер | Герміона Грейнджер |               |               | Брати Візлі   | Брати Візлі   | Брати Візлі   | Брати Візлі   | Брати Візлі      | Брати Візлі      |                  |                  | Білл Візлі       | Білл Візлі       | Білл Візлі       | Білл Візлі       | Білл Візлі     | Білл Візлі     |                |                |                |                |               |               |
|  |  |                  |                  |                  |                  |                         |                         |                         |                         |                         |                         |                 |                 |                 |                 |                      |                      |                      |                      |                      |                      |                 |                 |                       |                       |                       |                       |                       |                       |            |            |                  |                  |                  |                  |                  |                  |                  |                  |           |           |             |             |             |             |                |                |                    |                    |                    |                    |                    |                    |               |               |               |               |               |               |                  |                  |                  |                  |                  |                  |                  |                  |                |                |                |                |                |                |               |               |
|  |  |                  |                  |                  |                  |                         |                         |                         |                         |                         |                         |                 |                 |                 |                 |                      |                      |                      |                      |                      |                      |                 |                 |                       |                       |                       |                       |                       |                       |            |            |                  |                  |                  |                  |                  |                  |                  |                  |           |           |             |             |             |             |                |                |                    |                    |                    |                    |                    |                    |               |               |               |               |               |               |                  |                  |                  |                  |                  |                  |                  |                  |                |                |                |                |                |                |               |               |
|  |  |                  |                  |                  |                  |                         |                         |                         |                         |                         |                         |                 |                 |                 |                 | Джеймс Сіріус Поттер | Джеймс Сіріус Поттер | Джеймс Сіріус Поттер | Джеймс Сіріус Поттер | Джеймс Сіріус Поттер | Джеймс Сіріус Поттер |                 |                 | Албус Северус Поттер  | Албус Северус Поттер  | Албус Северус Поттер  | Албус Северус Поттер  | Албус Северус Поттер  | Албус Северус Поттер  |            |            | Лілі Луна Поттер | Лілі Луна Поттер | Лілі Луна Поттер | Лілі Луна Поттер | Лілі Луна Поттер | Лілі Луна Поттер |                  |                  |           |           | Г'юґо Візлі | Г'юґо Візлі | Г'юґо Візлі | Г'юґо Візлі | Г'юґо Візлі    | Г'юґо Візлі    |                    |                    | Роуз Візлі         | Роуз Візлі         | Роуз Візлі         | Роуз Візлі         | Роуз Візлі    | Роуз Візлі    |               |               |               |               |                  |                  |                  |                  |                  |                  |                  |                  | Вікторія Візлі | Вікторія Візлі | Вікторія Візлі | Вікторія Візлі | Вікторія Візлі | Вікторія Візлі |               |               |

## Цікаві факти
- На цвинтарі недалеко від Тель-Авіва є могила дев'ятнадцятирічного рядового Королівського полку Великої Британії Гаррі Поттера — повного тезки літературного персонажа. Завдяки творчості Дж. К. Ролінґ могила стала приваблювати безліч туристів. Її додано до офіційного списку визначних пам'яток.
- 2002 року на відкритті виставки Consumer Electronics Show під час виступу Білла Гейтса було показано відеоролик, у якому голова корпорації Microsoft постав у ролі Гаррі Поттера.
- У штаті Флорида США живе літній чоловік, якому вже за 70 років, на ймення Гаррі Поттер. Пенсіонер є дуже відомим серед фанатів Гаррі Поттера — літературного героя.[3]